# Station Wapno
Station Wapno is een spoorwegstation in de Poolse plaats Wapno.